# Botteniga
Il Botteniga è un fiume di risorgiva della Pianura veneto-friulana.
Nasce pochi chilometri a nord della città di Treviso (località San Pelaio); riceve poco dopo le acque del canale La Cerca, del Pegorile e della Piavesella di Nervesa per poi dividersi in più rami alle porte delle mura di Treviso, presso il Ponte de Pria: 
- il Cagnan Grande o della Pescheria;
- il Cagnan Medio o canale dei Buranelli (0,743 km);
- il Cagnan della Roggia o Siletto (1,117 km);
- il canale delle Convertite o di Santa Sofia (0,882 km, in gran parte interrato);
- il canale che lambisce esternamente la cerchia muraria sul lato orientale (quello occidentale è stato interrato).

Questo sistema fa parte in realtà di una notevole opera di ingegneria idraulica ideata nel Cinquecento da Giovanni Giocondo per la difesa delle mura. Tutte le diramazioni sfociano da ultimo alla sinistra idrografica del fiume Sile.
Le acque del Botteniga alimentano anche la polla risorgiva da cui sgorga il canale Cantarane (0,447 km, oggi in gran parte interrato).